# Weisshorn (Arosa)
Das Weisshorn im Kanton Graubünden ist ein Berg in den Schweizer Plessur-Alpen. Es liegt nordwestlich des Sport- und Ferienorts Arosa an der Grenze zu Chur.

## Lage und Beschreibung

Aussicht vom Weisshorn Richtung Nordnordwesten

Das Weisshorn ist mit einer Höhe von 2653,2 m ü. M. der höchste Berg des mechanisch erschlossenen Aroser Skigebiets. Es ist zudem die höchste Erhebung in dem von der Hörnlihütte gegen Nordosten laufenden Grat und bietet ein umfassendes Panorama.  
Bei idealen Sichtverhältnissen sind vom obersten Punkt aus über 660 Gipfel zu sehen, darunter der Säntis, der Piz Buin, die Berninagruppe, das Rheinwaldhorn, der Dom, das Finsteraarhorn, die Jungfrau und der Tödi.
Die Gipfelpartie, eine Schuttkuppe aus Triasdolomit, bricht gegen Norden und Westen in Steilwänden ab. Auf der Aroser Seite geht sie in Grashänge über. Vom Hauptgrat strahlen auf beide Seiten Rippen aus, die die Flanken gliedern. Nachbargipfel sind das Plattenhorn im Südwesten und das Brüggerhorn im Nordosten. Geologisch zählt das Weisshorn zu den Aroser Dolomiten. Aufgrund seiner Lage und der günstigen Windverhältnisse ist das Weisshorn ein beliebter Startplatz für Gleitschirmflieger. 
An der Südflanke befand sich ab 2009 auf rund 2500 m ü. M. zeitweilig ein Klettergarten. Er bestand aus vier verschiedenen Sektoren (Kletterfelsen) mit insgesamt 16 Routen der Schwierigkeitsgrade 4b - 6a. Der Zustieg erfolgte vom Weisshorngipfel über mit Steinmännchen markierte Wegspuren. 

## Routen zum Gipfel

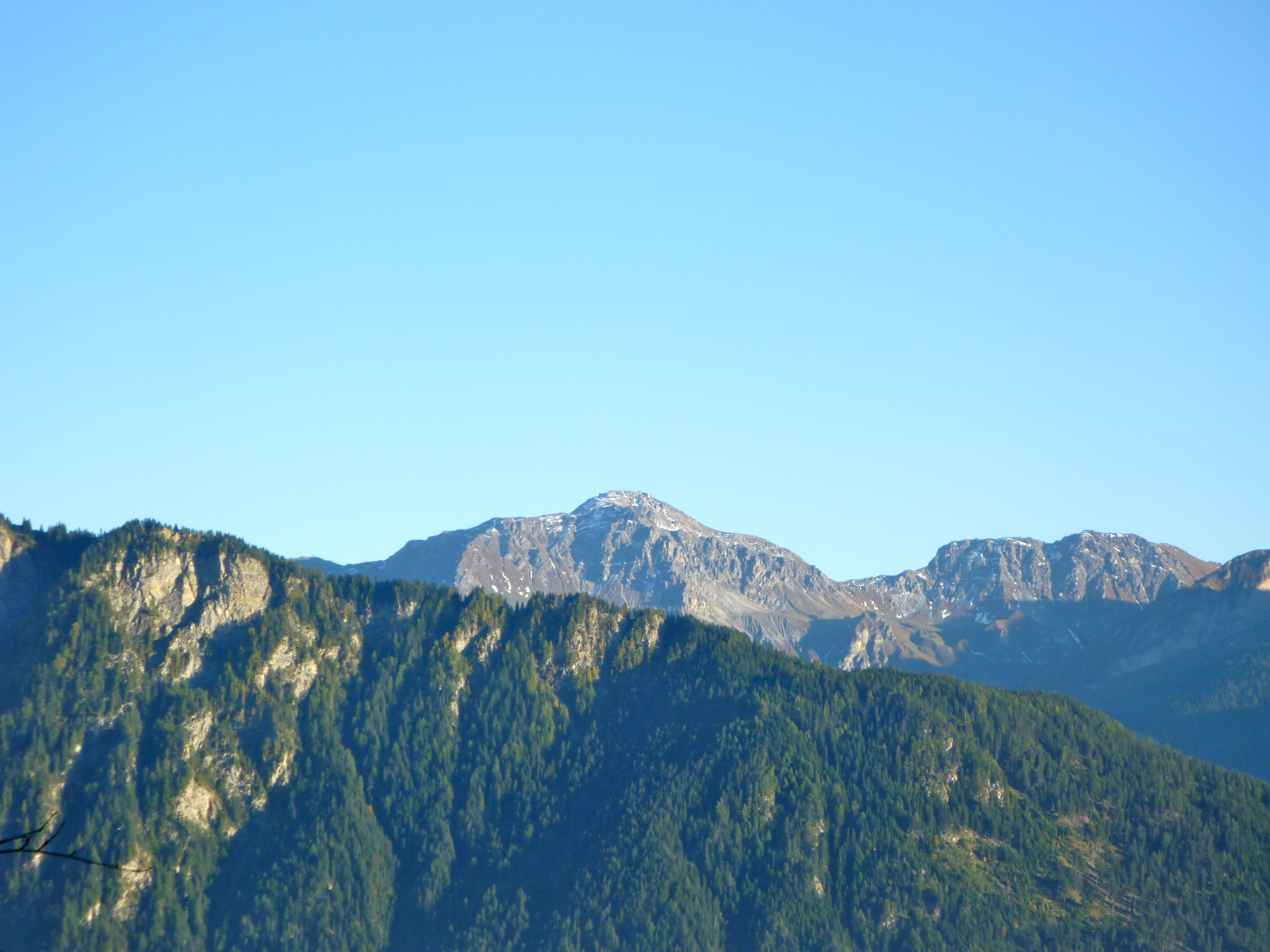
Weisshorn Nordwestflanke mit Plattenhorn (rechts)

### Über den Nordgrat
- Ausgangspunkt: Tschiertschen (1343 m)
- Route: Auf dem Schanfigger Höhenweg Richtung Ochsenalp. Von der Ecke Bim Gatter (Pt. 1871) erreicht man über die steilen Rasen des Ochsenbergs die Westseite des Nordgrates, dem man über Pt. 2493 hinaus bis zum Wanderweg oberhalb der Sattelhütte folgt
- Schwierigkeit: T5
- Zeitaufwand: 3 Std.
- Besonderes: Mit Abstand anspruchsvollster Aufstieg

### Über die Sattelalp
- Ausgangspunkt: Innerarosa (1857 m)
- Route: Auf dem Wanderweg via Sattelalp (2032 m) und Sattelhütte (2401 m)
- Schwierigkeit: T2
- Zeitaufwand: 2 Std.

### Über den Südwestrücken

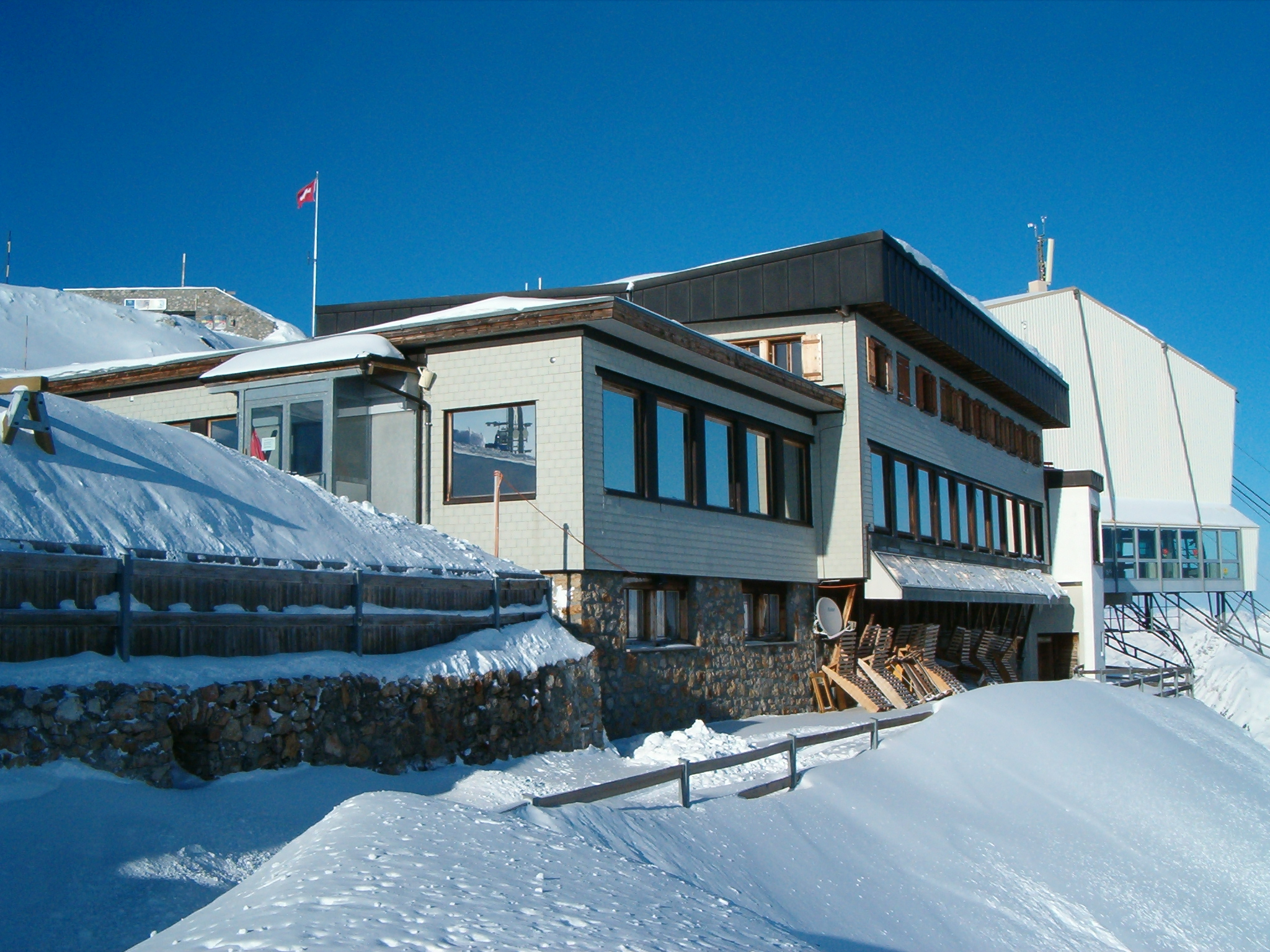
Östlicher Gipfelbereich mit früherem Restaurant neben der Seilbahnstation

- Ausgangspunkt: Carmenna (2368 m)
- Route: Über Weiden und wenig Schutt leicht zum Gipfel
- Schwierigkeit: T2
- Zeitaufwand: 45 Min.

### Über Maran
- Ausgangspunkt: Maran (1862 m)
- Route: An Hauptichopf (2158 m) und Sattelhütte vorbei zum Gipfel
- Schwierigkeit: T2
- Zeitaufwand: 3 Std.

## Erschliessung für Sport und Freizeit

### Erste Skihütten

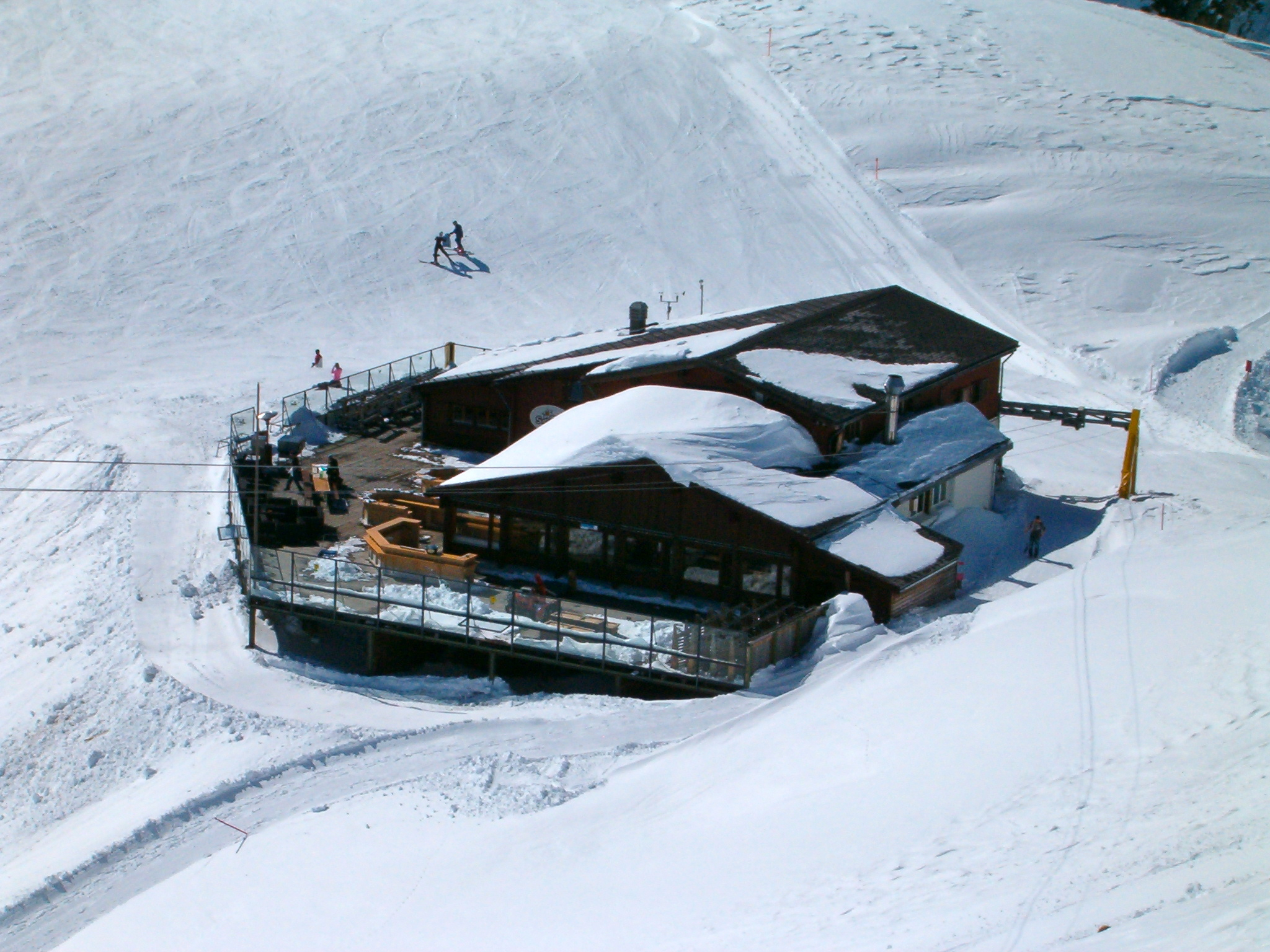
«Sattelhütte»

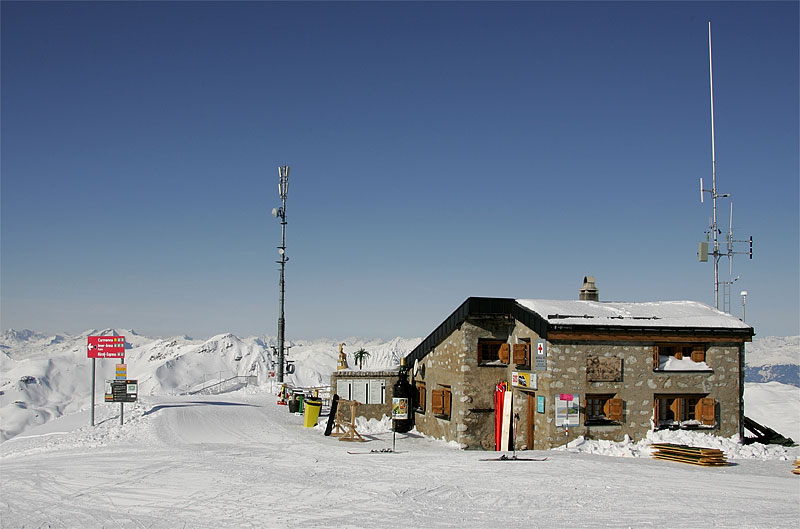
Ehemalige «Stoffelhütte»

Durch seine gute Erreichbarkeit und relativen Nähe zum Dorf entwickelte sich das Weisshorn rasch zum «Aroser Skiberg». Bereits 1905 machte ein Kurgast die Anregung, auf dem Gipfel eine Hütte zu erstellen, wozu es jedoch vorerst nicht kam. Hingegen konnten 1911 einige Mitglieder des Skiclub Arosa am Brüggerhorn, an der nordöstlichen Aufstiegsroute zum Weisshorn, die Brüggerhornhütte (Ferdinandshütte) erbauen, die in ihrer Funktion 1930 von der weiter oben im Sattel auf 2401 Metern gelegenen grossen Weisshornhütte (heute: «Sattelhütte») abgelöst wurde. Drei Jahre später entstand dann schliesslich auch auf dem Gipfel die erste Hütte, die von Hans Höpflinger gebaute und 2007 abgerissene «Stoffelhütte».

### Carmennalift (1938–2002) und Sesselbahn Carmenna (seit 2000)

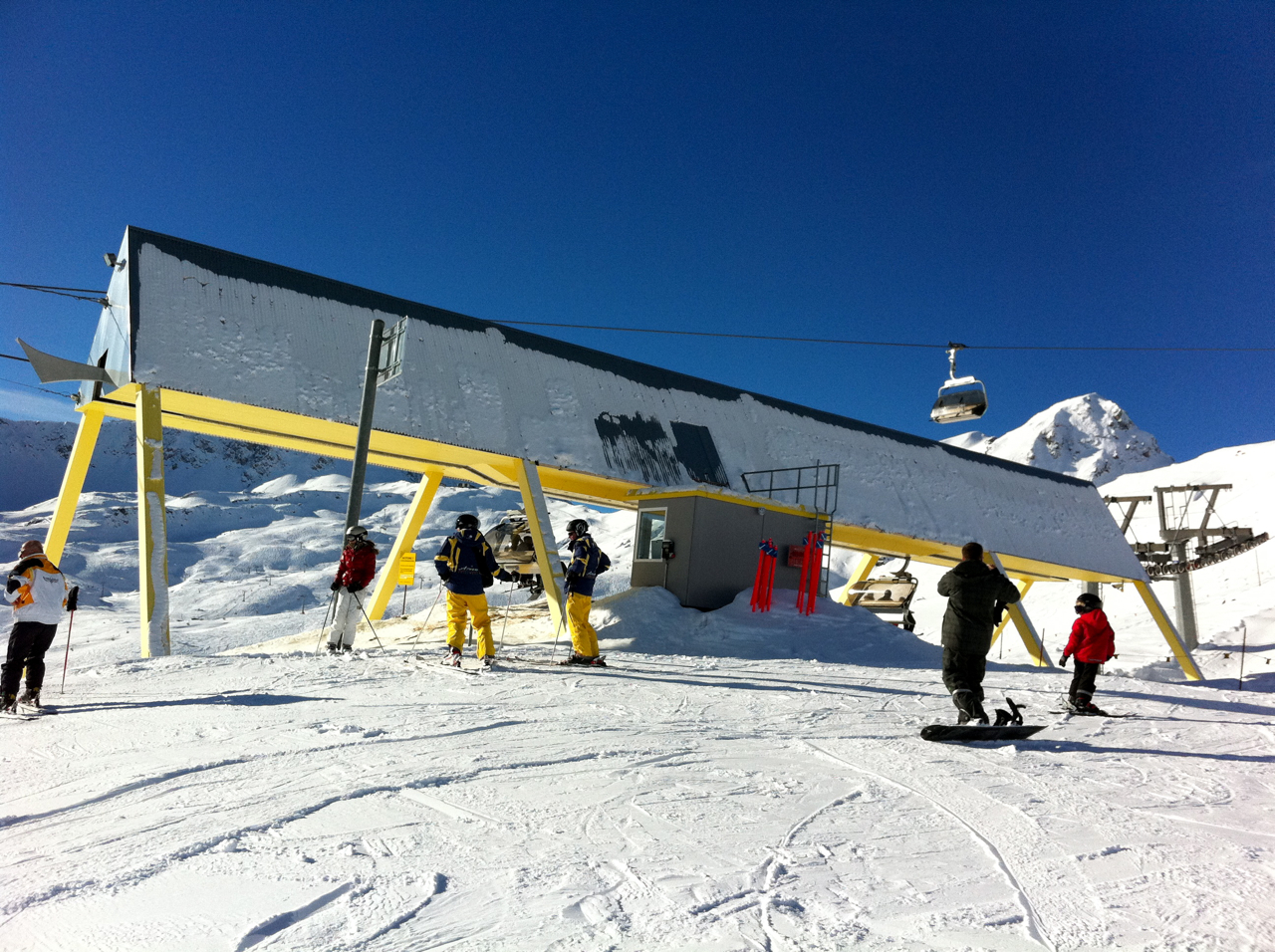
Sesselbahn Carmenna, Zwischenausstieg

1938 erschloss die AG Autobus- und Skiliftanlagen (heute: Arosa Bergbahnen) unter anderem auch das Gebiet am Weisshorn mit zwei ersten Skiliften. An der Südostflanke entstand der «Carmenna-Lift», der von der Eisbahn Innerarosa in das Gebiet der Untera Tüütschböda führte. Dieser Schlepplift überwand auf einer Länge von 1256 Metern eine Höhe von 321 Metern. Die 1944 geplante Verlängerung auf den Krähentschuggen, 150 Meter unterhalb des Weisshorngipfels, durch einen zusätzlichen «Oberen Carmenna-Lift» scheiterte am Widerstand der Churer Grundeigentümer. 1951 wurde der Schlepper um 70 Meter verlängert, um den Ausstieg zu verbessern. 1952 wurden die Constam-Schleppgehänge durch solche von Oehler ersetzt. 1968 wurde der Lift durch Städeli umfassend revidiert, und ab Ende der 1970er-Jahre kamen Hydro-Schleppgehänge von Borer und Städeli zum Einsatz.
Im Jahr 2000 wurde die Anlage – wie auch die später in diesem Gebiet entstandenen Sesselbahnen Boordried–Bänkli (erbaut 1978) und Ried–Krähentschuggen (erste kuppelbare Vierersesselbahn der Schweiz, erbaut 1985) – nach 62 Jahren Betriebszeit durch eine kuppelbare Vierersesselbahn von Garaventa (im Volksmund «Ferrari» genannt) ersetzt, die nun vom Bergkirchli in Innerarosa auf die südwestliche Weisshornschulter oberhalb des Bänkli führt. Bei der ehemaligen Endstation des Skilifts wurde ein Zwischenausstieg errichtet. Der zunächst noch erhalten gebliebene unterste Teil des Schlepplifts wurde zwei Jahre später zurückgebaut. Im Oktober 2010 verlieh der Verband Seilbahnen Schweiz (SBS) der Arosa Bergbahnen AG den SwissMountain Award, «Sonderpreis für Gestaltung und Architektur», für die «Sesselbahn Carmenna». Seit dem Winter 2011/2012 dient der gesamte Oberbau des Zwischenausstiegs als grossflächiger Werbeträger für das Schokoladenprodukt Toblerone.

### Weisshornlift (1938–1970)

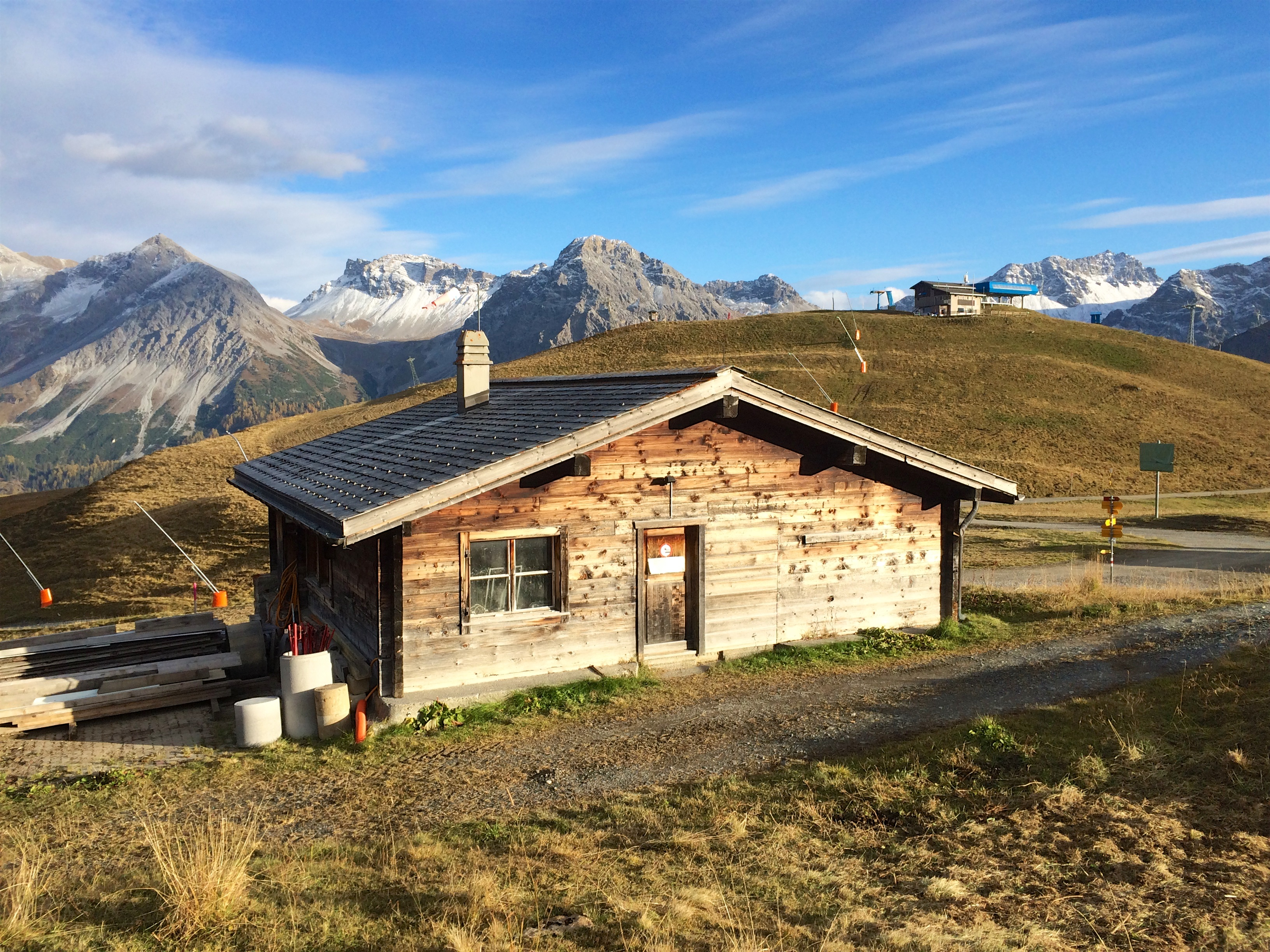
Talstation des ehemaligen Weisshornlifts

Von der am Tschuggen gelegenen Mittleren Hütte aus führte der Weisshorn- oder «Sattel-Skilift» auf den nordöstlichen Weisshornsattel. Diese Anlage – mit integrierten, dem Gelände angepassten Kurven – überwand bei einer Länge von 1700 Metern eine Höhendifferenz von 375 Metern. Während der Fahrt mussten die Gäste wie beim Hörnlilift einen Sicherheitsgriff festhalten. Die komplizierte und recht eigenwillige, nach dem Patent von Beda Hefti erstellte Konstruktion verfügte im Gegensatz zu den anderen Schleppliften dieser Zeit bereits über Eisenmasten, was rückblickend als architektonisch äusserst modern gewertet wird («Techno-Look»). 1970 wurde der Weisshornlift durch die Zweiersesselbahn Brüggerhorn ersetzt, diese wiederum 2019 durch eine Sechsersesselbahn.

### Weisshornbahn (LAW) (seit 1956)
1955/56 entstand für rund 2,8 Mio. Schweizer Franken die vom Bahnhof Arosa aus startende, in zwei Sektionen über die 2013 m hohe Mittelstation bei der Sattelalp auf den Weisshorngipfel führende Luftseilbahn Arosa–Weisshorn (LAW/Weisshornbahn). Die von der Firma Von Roll erstellte Anlage war damals die grösste und schnellste (Sektion 2: 10 m/s) Luftseilbahn der Schweiz. Gleichzeitig erfolgte die Eröffnung des Bergrestaurants Weisshorngipfel unmittelbar neben der Bergstation. Am 27. November 1967 ereignete sich während einer Revidierung des Hauptantriebs ein Unglück mit einer Hilfskabine, bei dem alle sechs Insassen ums Leben kamen. 1984 erstellten die Schweizerischen Post-, Telefon- und Telegraphenbetriebe (PTT) auf dem Weisshorngipfel die von Norden und Nordwesten gut sichtbare Richtstrahlstation. Die LAW wurde 1992 nach 35 Betriebsjahren grundlegend modernisiert. Die Kabinen fassen seither je 100 Personen (1. Sektion) bzw. 125 Personen (2. Sektion).

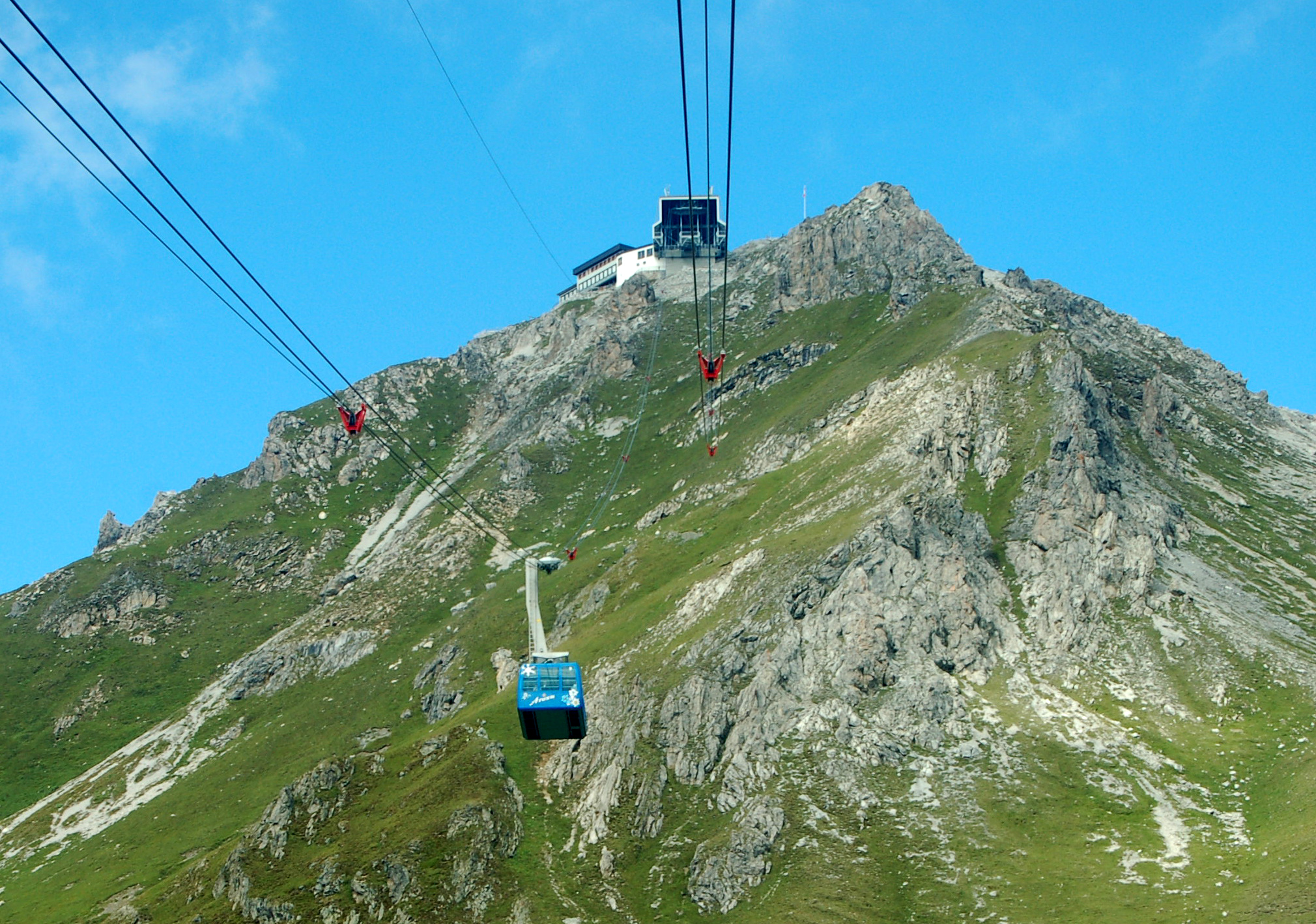
LAW, 2. Sektion (August 2006)

Die erste Sektion von Arosa zur Mittelstation überwindet über eine Strecke von 1236 Metern eine Höhendifferenz von 261 Metern, die zweite Sektion zum Gipfel weist eine Strecke von 1963 Metern mit einer Höhendifferenz von 625 Metern auf. 
Die Talstationen weisen eine bauliche Besonderheit auf. Bei der Renovierung wurden grössere Gondeln eingesetzt, ohne dass die Bausubstanz der Stationen verändert wurde. Damit die Gondeln in die Halteposition hineinpassen, wurde der mittlere Zugangssteg beweglich ausgeführt. So ist immer jeweils eine Seite im «geschlossenen» Zustand, bis die in der Station befindliche Gondel abgefahren ist. Dann wird der mittlere Zugangssteg auf die andere Seite verschoben, so dass die entgegenkommende Gondel einfahren kann.
Zum Sicherheitsdispositiv der LAW gehören hydraulisch angetriebene Bergungssysteme, die doppelten Abseilvorrichtungen für je vier Personen und das Heli-Rettungssystem mit einer Bergungsgondel für sechs Personen, zusätzlich in der zweiten Sektion eine Bergungsbahn für 16 Personen.
Seit dem Sommer 2016 werden – mit gewissen Einschränkungen – auch auf der 2. Sektion Mountainbikes transportiert.
Bei der Mittelstation wurde im August 2018 das Arosa Bärenland eröffnet.

### Gipfelrestaurant (2012)
Ab 2007 planten die Arosa Bergbahnen den Bau eines modernen neuen Bergrestaurants auf dem Gipfelplateau. Das intern Cappa (Mütze, Haube) genannte Projekt der Architektin Tilla Theus war jedoch insbesondere in Kreisen des Natur- und Landschaftsschutzes umstritten. Die Kritiker plädierten dafür, den Gipfelbereich unüberbaut zu lassen und stattdessen das bestehende Restaurant an der Bergflanke aufzuwerten. Aufgrund diverser Einspracheverfahren ruhten die Bauarbeiten ab Juli 2007. Diese wurden im Frühjahr 2011 wieder aufgenommen. 

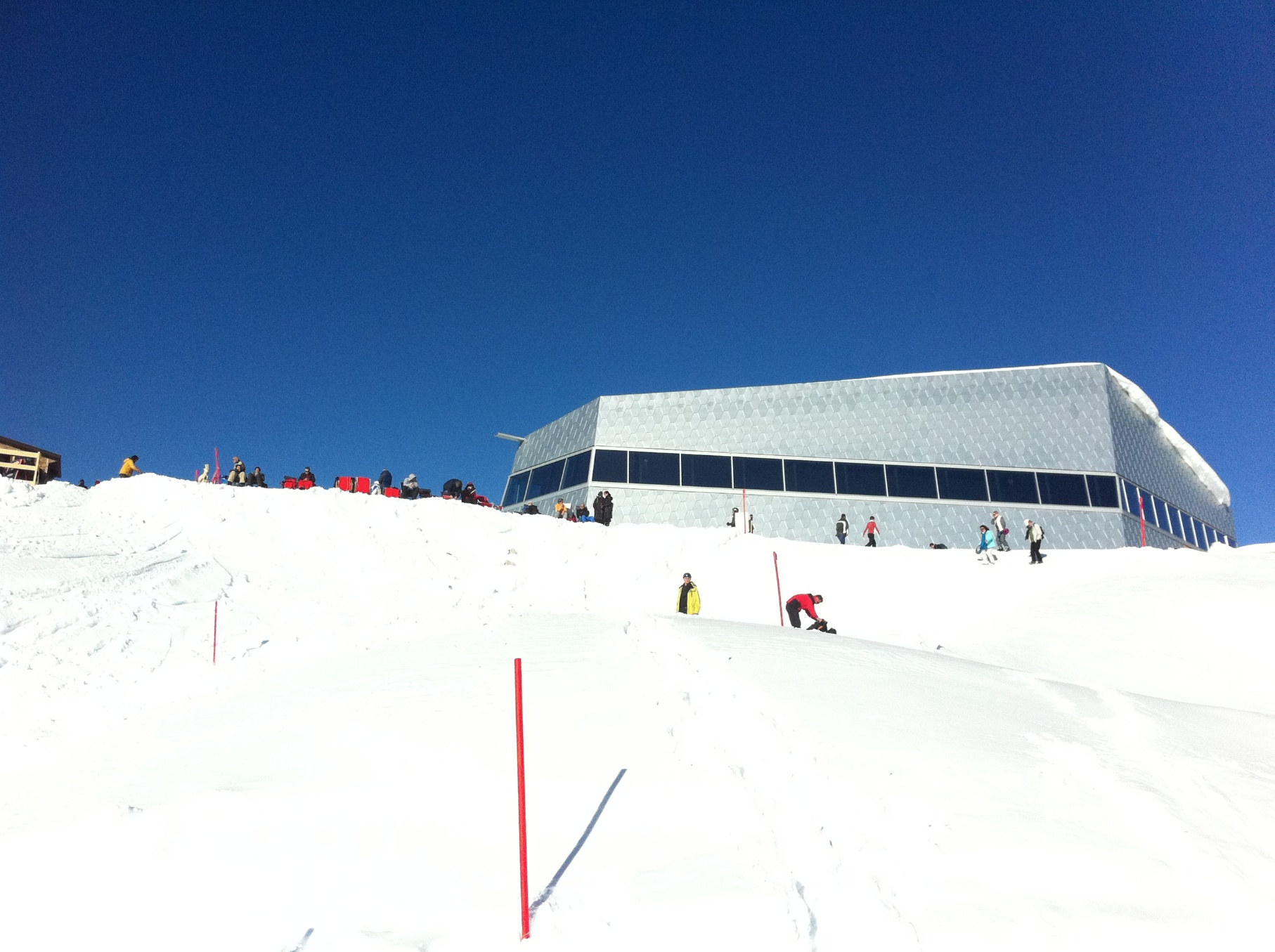
Gipfelrestaurant mit südlichem Gleitschirm-Startplatz

Das 220 Personen Platz bietende Aussichtsrestaurant wurde am 7. Juli 2012 eröffnet. Die offizielle Einweihung des 11 Mio. Franken teuren Baus, der aufgrund seiner futuristischen Architektur als ein neues Aroser Wahrzeichen gepriesen wird, erfolgte am 14. Juli 2012 mit einem Tag der offenen Tür samt reservationspflichtigem Jazz Diner. Unter den zahlreichen Gästen befanden sich neben allgemeiner gesellschaftlicher Prominenz auch Politiker wie Ständerat Martin Schmid, Nationalrat Josias Gasser oder der damalige Bündner Standespräsident Ueli Bleiker. Im Rahmen der Seilbahnmesse «Interalpin 2013» in Innsbruck wurde die Baute mit dem «ISR-Architektur-Award für Bergrestaurants» ausgezeichnet. Das alte Bergrestaurant ist komplett zurückgebaut.
Das Gipfelrestaurant wurde von der Eröffnung bis zum Herbst 2015 vom früheren Skirennfahrer Jürg Gadient und seiner Frau Sandra geführt. Gadient kümmerte sich dabei vor allem um die im Erdgeschoss befindliche kleine Gipfelkonditorei, der wohl höchstgelegenen in Europa. Dort produzierte er für den Verkauf im Obergeschoss täglich bis zu 150 Crèmeschnitten (Mille-feuilles), mehrere Kilogramm Pralinés und diverse Torten.

### Infrastruktur für Höhentrainingslager
Im Sommer 2012 war geplant, das inzwischen der Swisscom gehörende ehemalige Richtstrahlgebäude in Zusammenarbeit mit dem neuen Gipfelrestaurant als Unterkunft für Individualsportler zu nutzen. Damit sollte der Gipfelbereich zum Höhentrainingslager ausgebaut werden.

### Speichersee «Hintere Hütte»
Zur Gewährleistung der Schneesicherheit des Aroser Skigebiets erstellten die Arosa Bergbahnen 2009 am Weisshorn einen Stausee zur künstlichen Skipistenbeschneiung, den Speichersee Hintere Hütte.

## Grossanlässe am Weisshorn

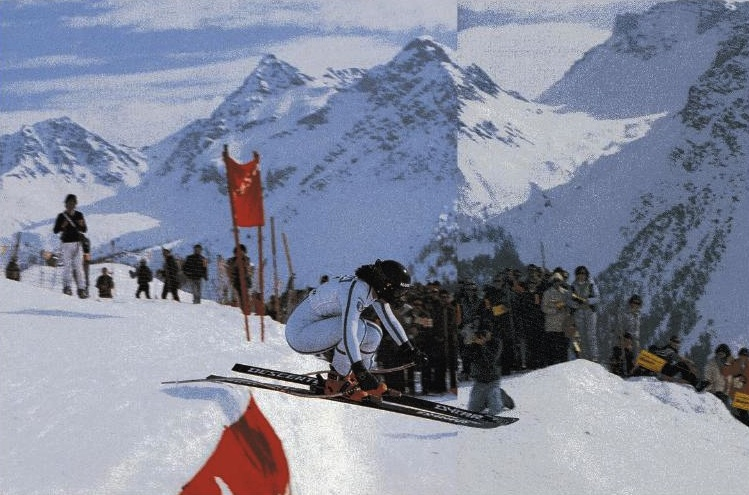
Weltcuprennen 1982: Tussli-Sprung am Arlenwaldweg

Bereits ab den Zwanzigerjahren des vergangenen Jahrhunderts fanden am Weisshorn – wie auch am Hörnli, Brüggerhorn und Schafrügg – regelmässig internationale, nationale und regionale Skirennen statt, zu Beginn insbesondere Abfahrtsläufe mit freier Streckenwahl. Später entstanden daraus die bekannten «Dreigipfel-» bzw. «Dreipistenrennen». 1973 erfolgte der Bau der FIS-Abfahrtsstrecke vom Weisshorngipfel zum Bergkirchli (Länge 3350 Meter, Höhendifferenz 750 Meter). 
In der Folge wurden auf dieser Strecke diverse Welt- und Europacuprennen für Damen und Herren durchgeführt, so auch das Weltcupfinale 1978. In den Jahren danach entwickelten sich die Damenrennen am Weisshorn zu einem Fixpunkt im Weltcup-Rennkalender: 1980, 1982 und 1985 fanden neben Riesenslalom- oder Slalomrennen jeweils auch Abfahrten oder Super-Gs von der Weisshornschulter aus statt. Nachdem in den Jahren 1986 und 1987 die für den Dezember angesetzten Rennen wegen Schneemangels nicht hatten stattfinden können, verzichteten die Organisatoren auf die Durchführung weiterer Ski-Weltcuprennen am Weisshorn. 

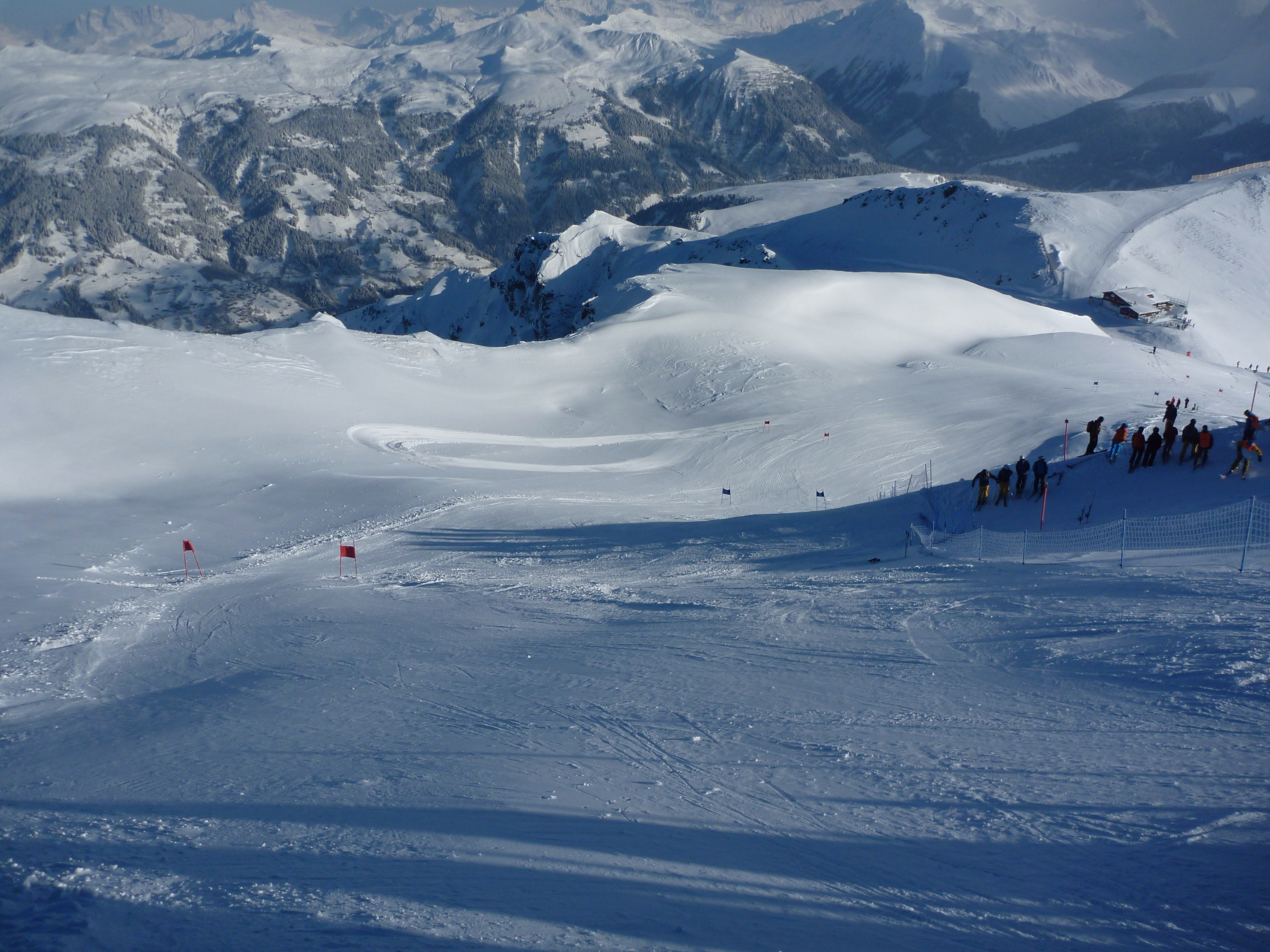
Super-G Rennen bei der Sattelhütte

Seit einiger Zeit werden die Pisten am Weisshorn wieder für FIS-Rennen genutzt. Daneben finden am Carmennahang – im Zielbereich der Skirennen – seit einigen Jahren Snowboard-Wettkämpfe statt, so etwa die Snowboard-Weltmeisterschaft 2007 oder das Snowboard FIS Weltcup-Finale 2011. Weiter wurden 2011 in diesem Gelände die Schweizer Meisterschaften sowie 2014 Welt- und Europacuprennen im Skicross durchgeführt. Daneben sehen diese Pisten regelmässig auch grosse Breitensportanlässe wie den Rivella Family Contest oder den Grand Prix Migros (Finale 2014). 
Ab Anfang der Achtzigerjahre fand bis vor kurzem ein internationaler Berglauf (später Halbmarathon) vom Obersee auf den Weisshorngipfel statt. Der im Juli 2012 erstmals veranstaltete Gebirgslauf Swiss Irontrail führte ab 2014 kurzzeitig vom Urdenfürggli–Hörnlihütte via Carmenna–Weisshorn nach Arosa und von dort über Medergen–Sapün–Strelapass nach Davos. Ebenfalls seit 2014 überquert der «Arosa-Trailrun» das Weisshorn. Im Rahmen des zwölften «Swiss Snow Walk & Run» 2016 fand die Erstaustragung des knapp 17 km langen Winterberglaufs «Weisshorn Snow Trail» (Obersee–Weisshorn) statt.

## Bilder

Weisshorn, historisches Luftbild von Werner Friedli (1965)
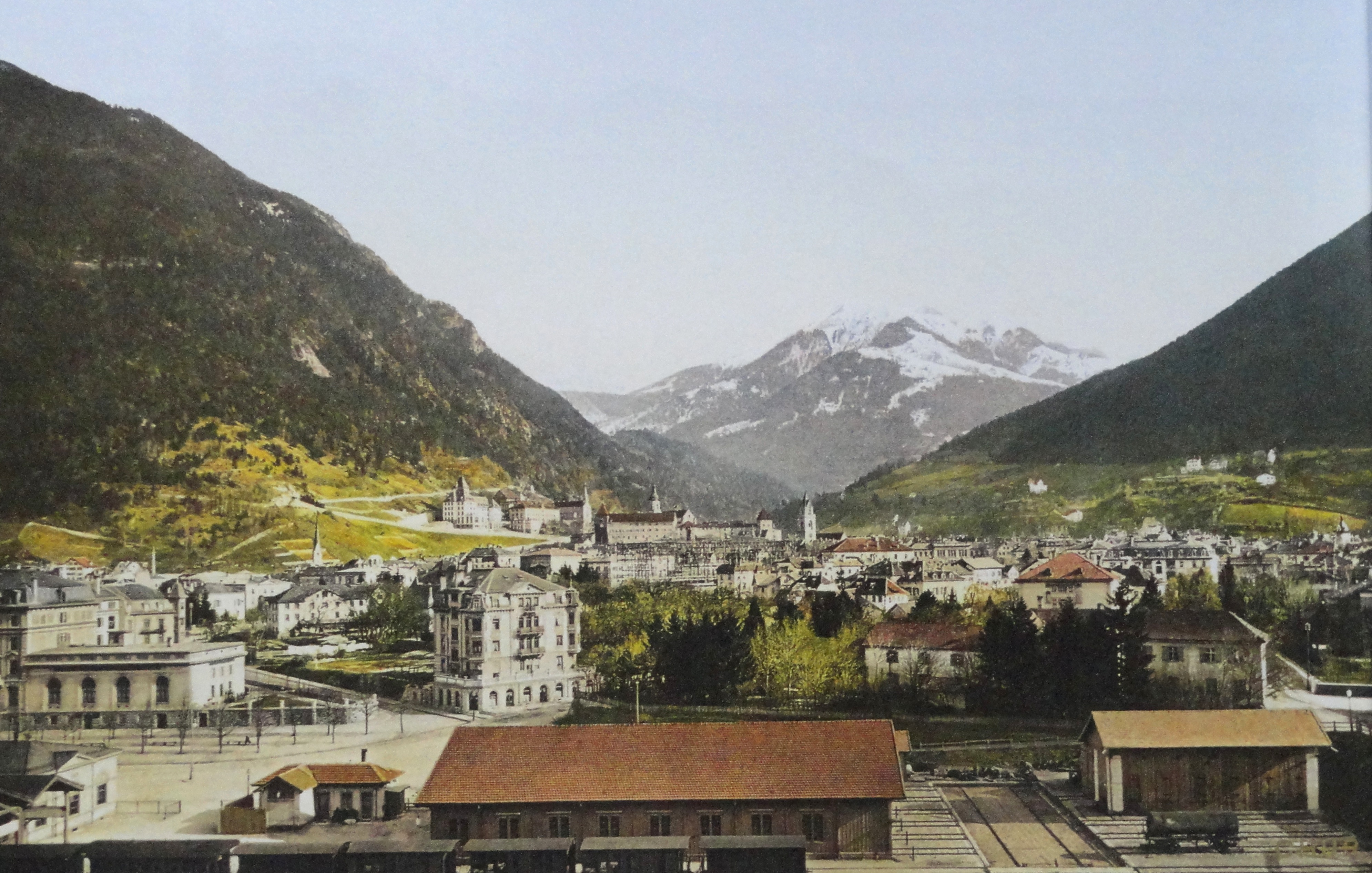
Blick von Chur zum Weisshorn (1903)
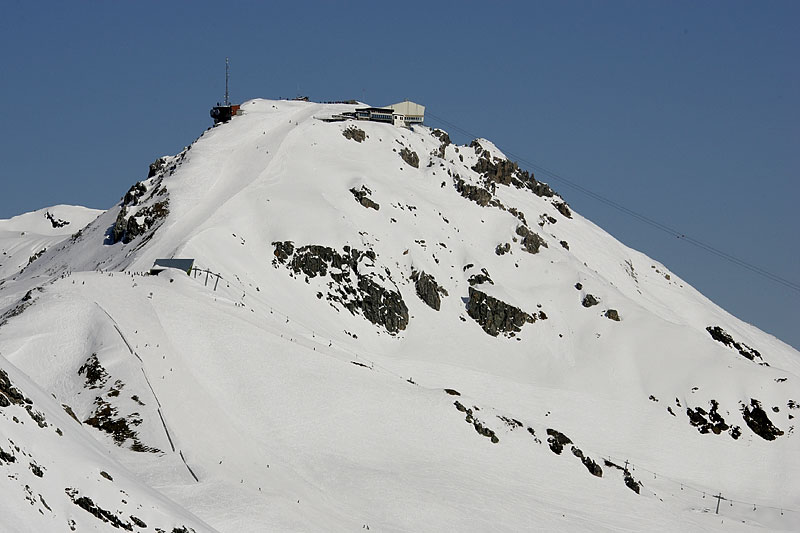
Südwestflanke mit Richtstrahlstation, FIS-Abfahrtspiste und Endstation Sesselbahn Carmenna
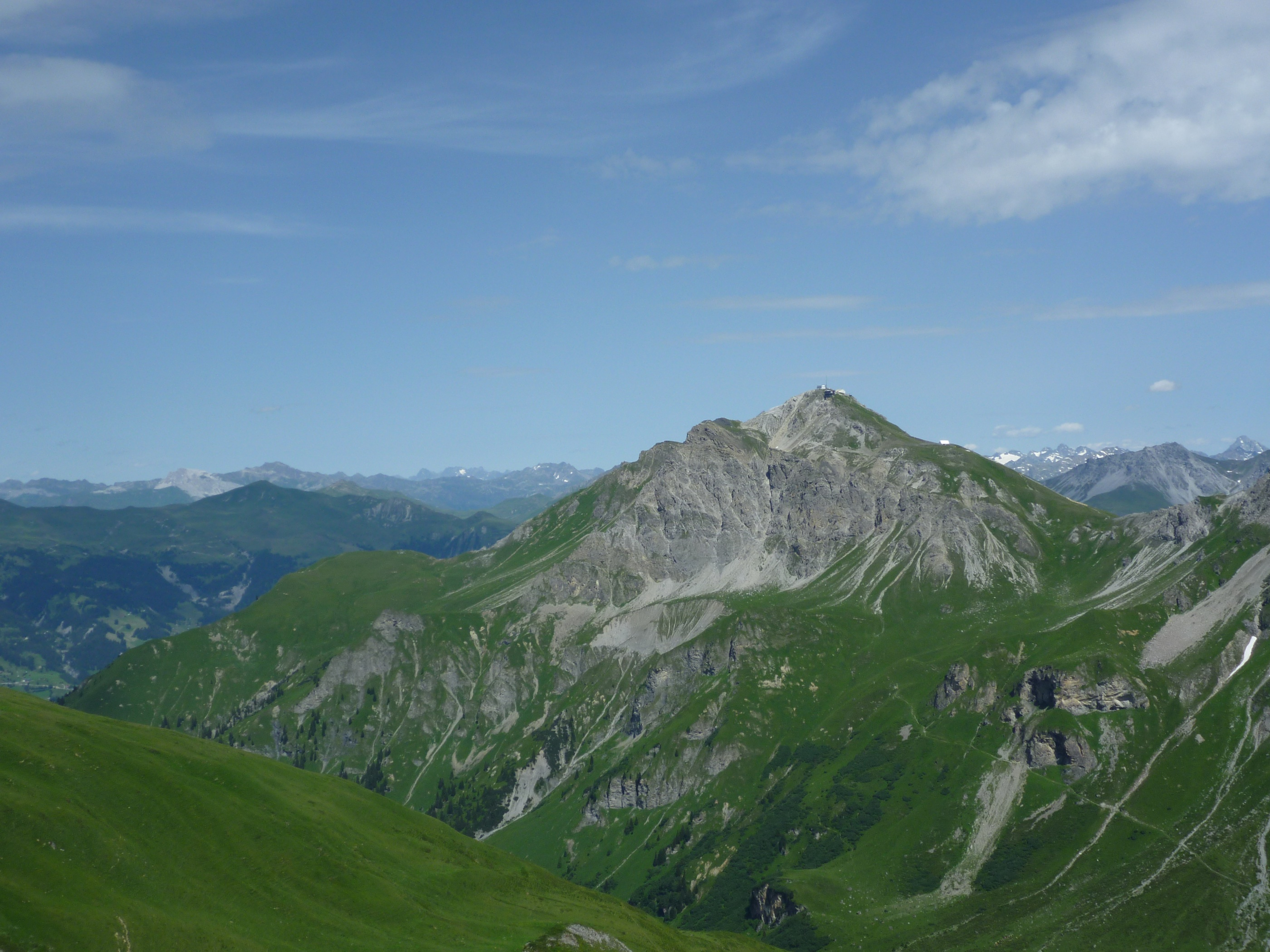
Weisshorn Westflanke von Urden gesehen mit Zustieg zur Carmenna
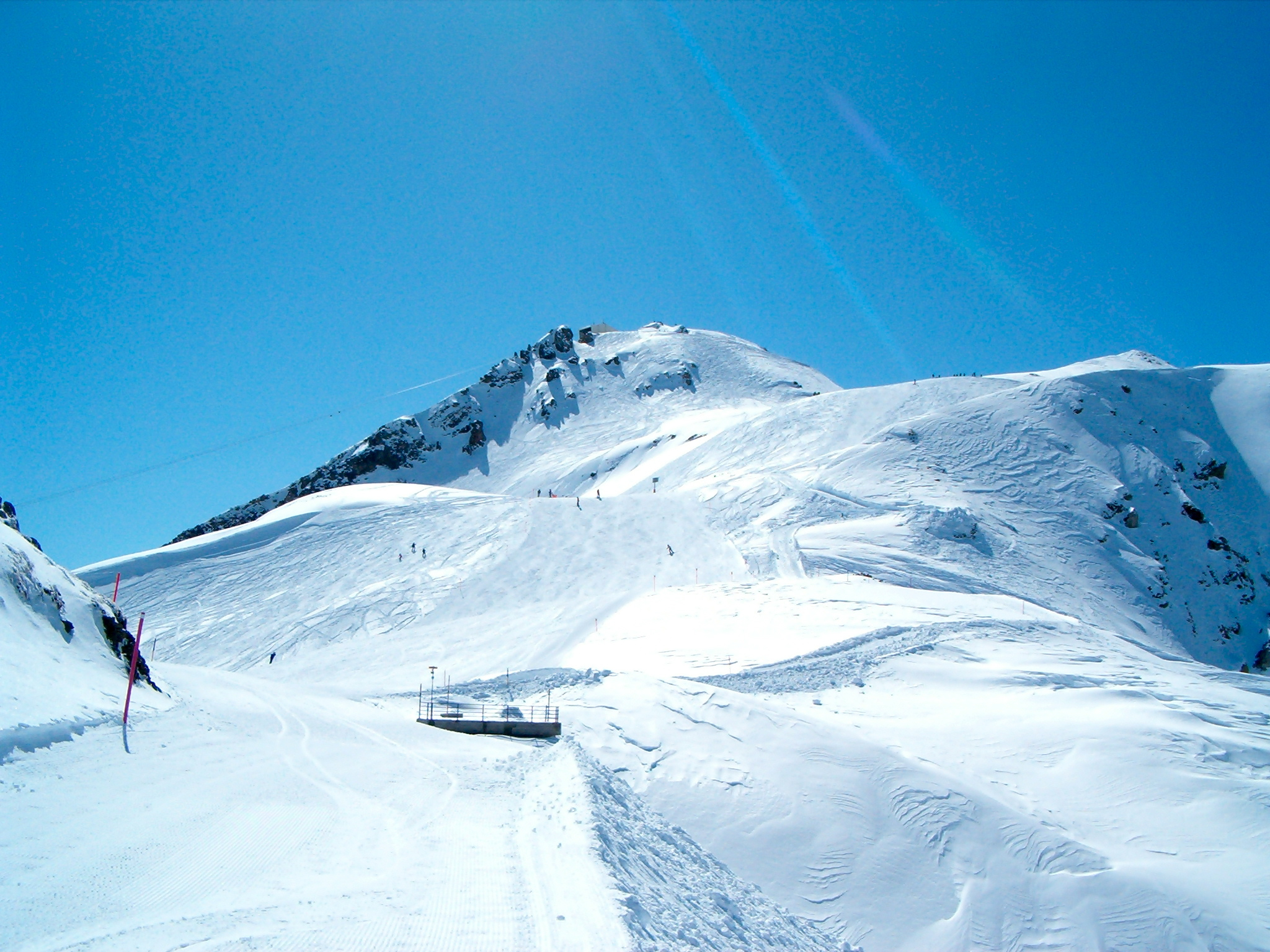
Ansicht vom Weisshornsattel
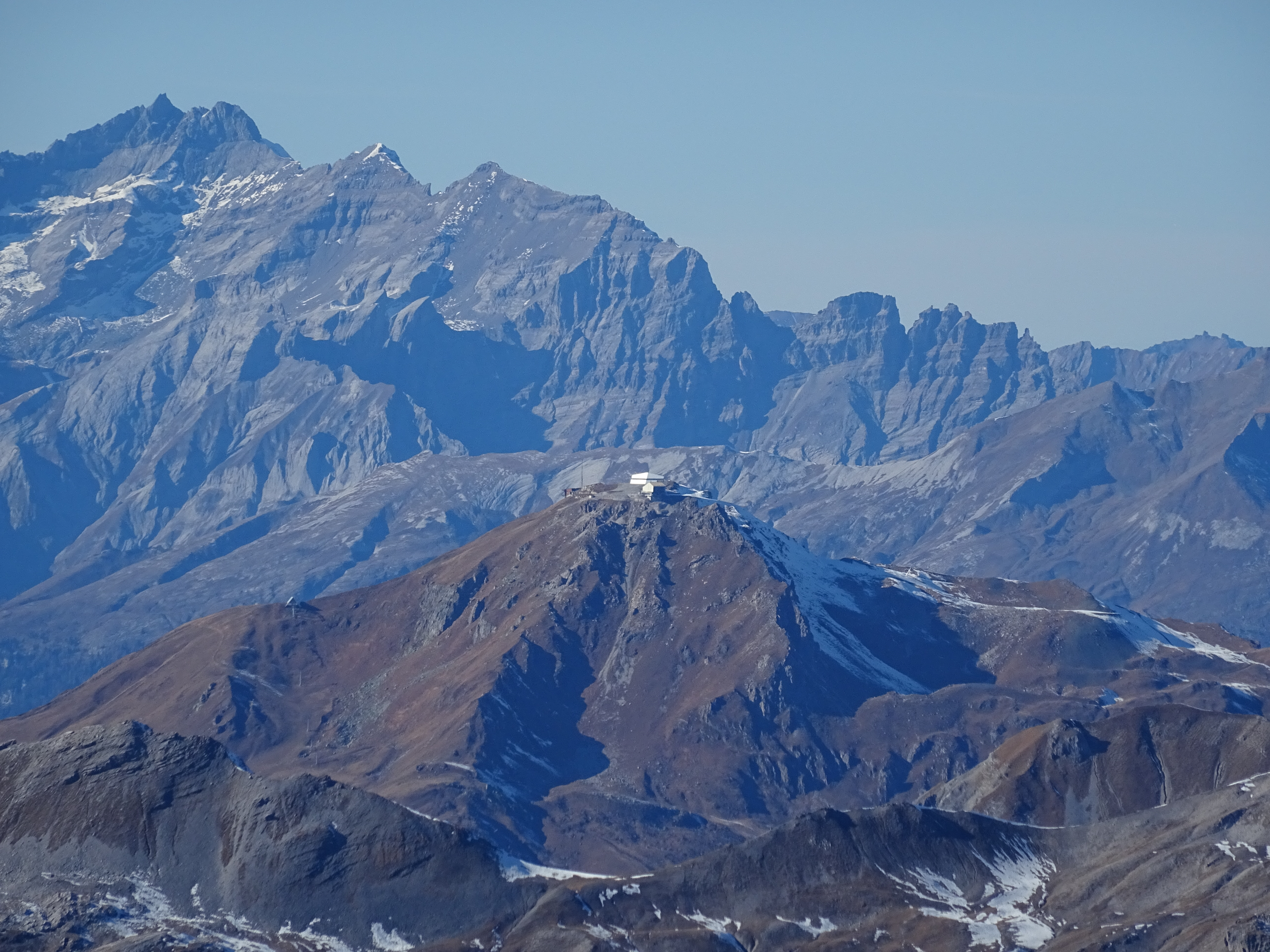
Ansicht vom Älplihorn, hinten der Ringelspitz
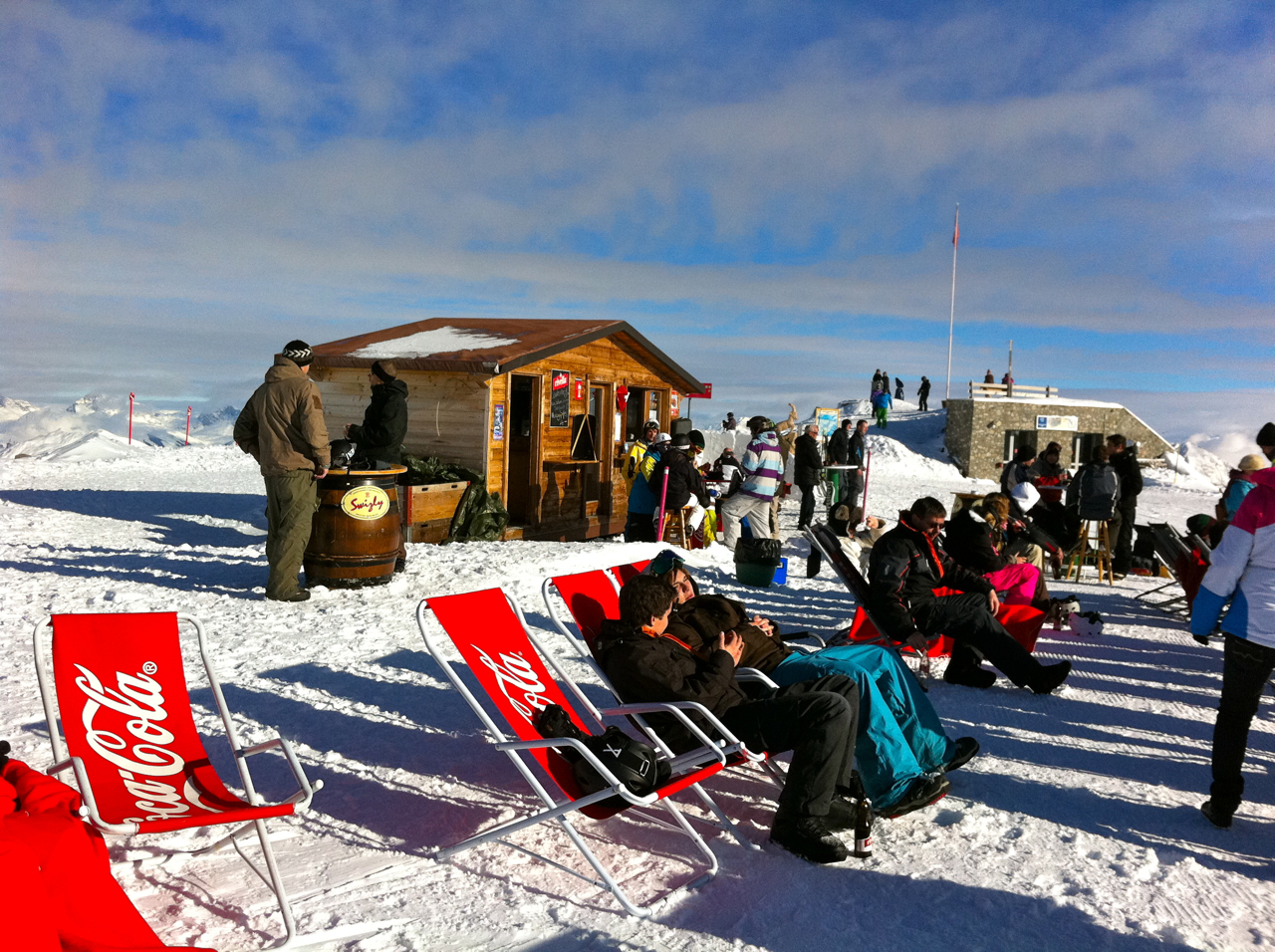
Gipfelstürmerbar (vor dem Bau des Gipfelrestaurants)
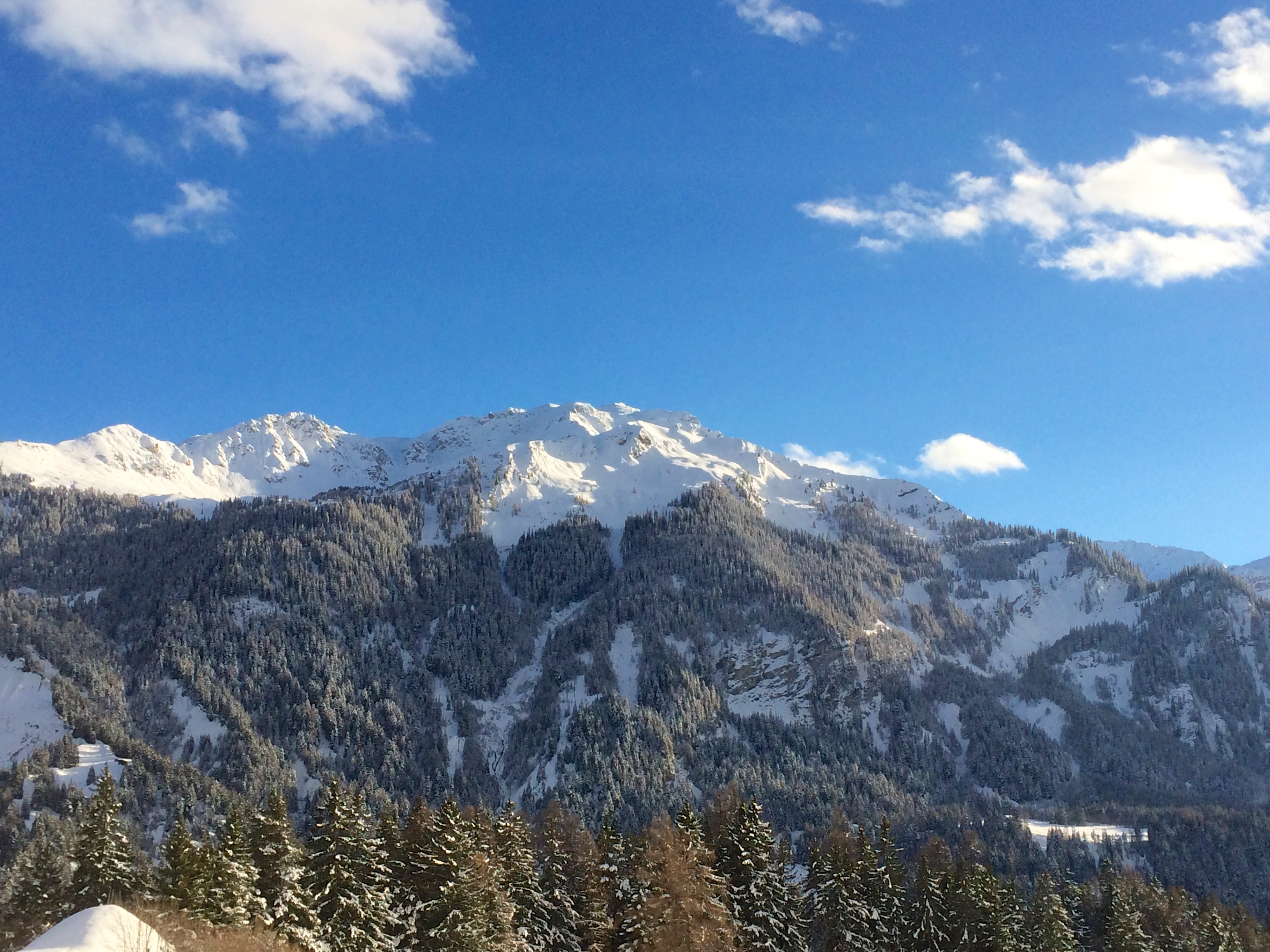
Blick von Norden (Pagig) zum Weisshorn
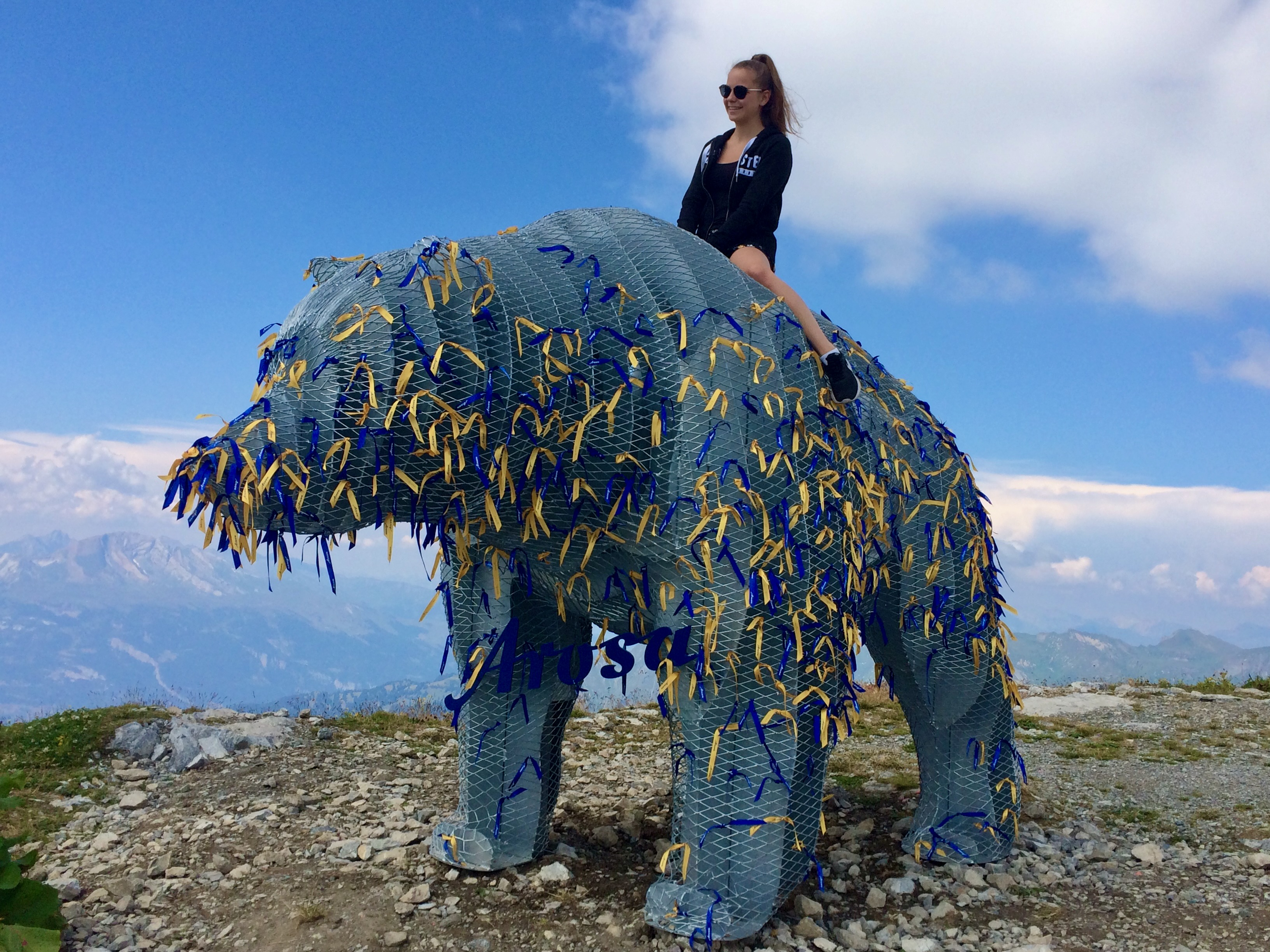
Der zur Eröffnung des Arosa Bärenlands installierte Weisshornbär auf dem Gipfelplateau
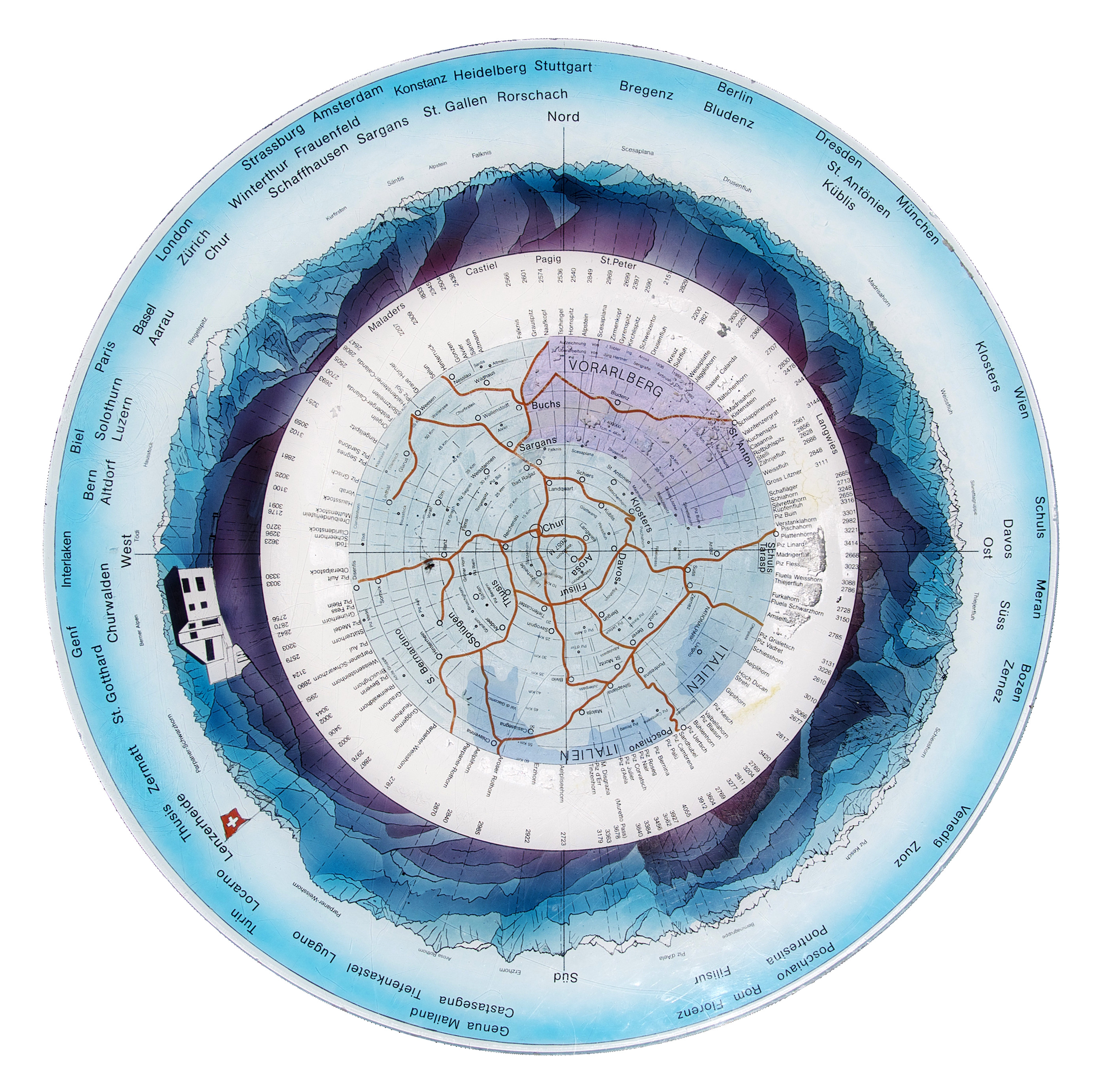
Informationstafel auf dem Weisshorn-Gipfel